# IC 3237
IC 3237 ist eine Spiralgalaxie vom Hubble-Typ S im Sternbild Coma Berenices am Nordsternhimmel. Sie ist schätzungsweise 341 Millionen Lichtjahre von der Milchstraße entfernt und hat einen Durchmesser von etwa 60.000 Lichtjahren.

Im selben Himmelsareal befinden sich u. a. die Galaxien IC 3210, IC 3212, IC 3222, IC 3263.
Das Objekt wurde am 23. März 1903 von Max Wolf entdeckt.